# Teodoro (emissário)
Teodoro (em búlgaro: Теодор; romaniz.: Theodor; em grego medieval: Θεόδωρος; romaniz.: Theódoros) foi um emissário búlgaro ativo sob o cã Simeão I (r. 893–927), no século IX. Era confidente ou parente de Simeão. Em 895, foi enviado a Constantinopla com o emissário Leão Querosfactes, pega os prisioneiros de guerra búlgaros após sua libertação pelo imperador Leão VI, o Sábio (r. 886–912) e volta à Bulgária. Talvez ele pode ser associado ao Teodoro Sigritzes que esteve ativo décadas depois.